# Calvaire (Plourac’h)

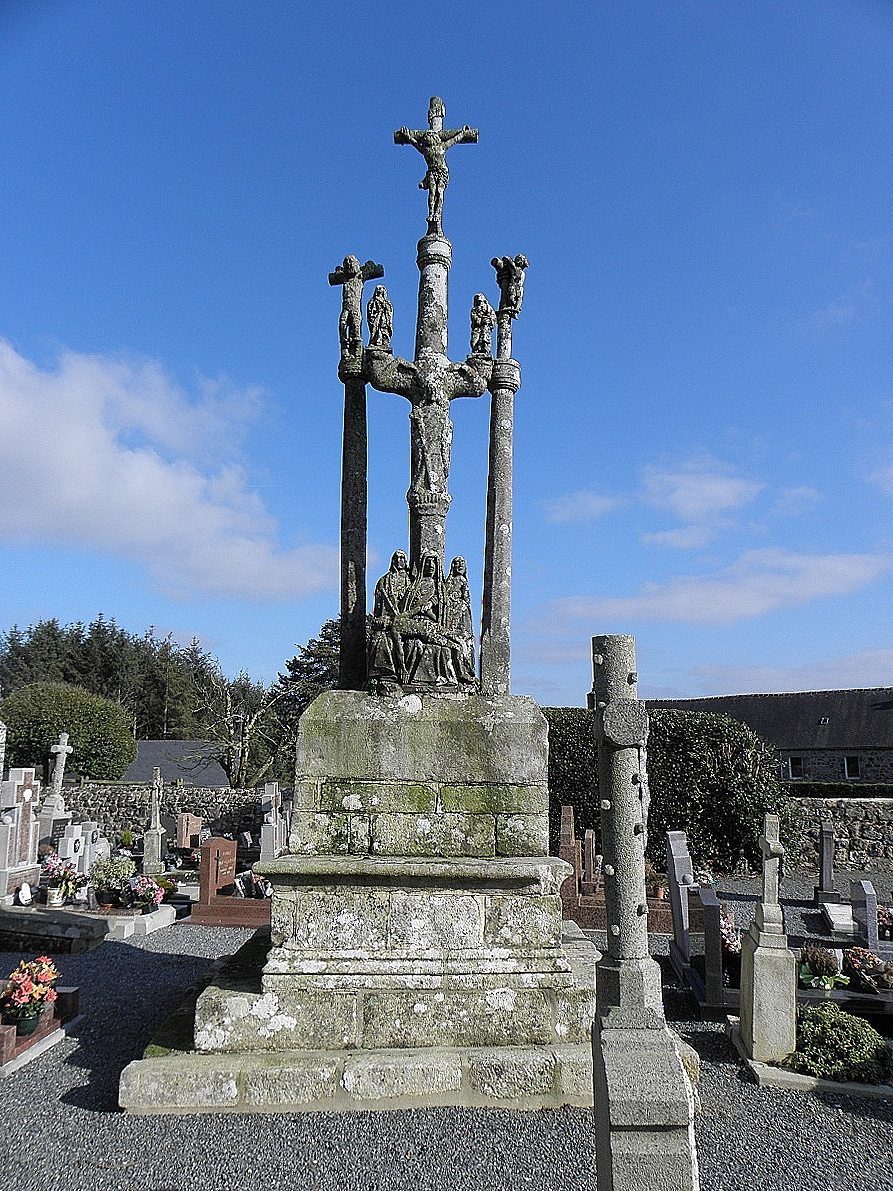
Calvaire in Plourac’h

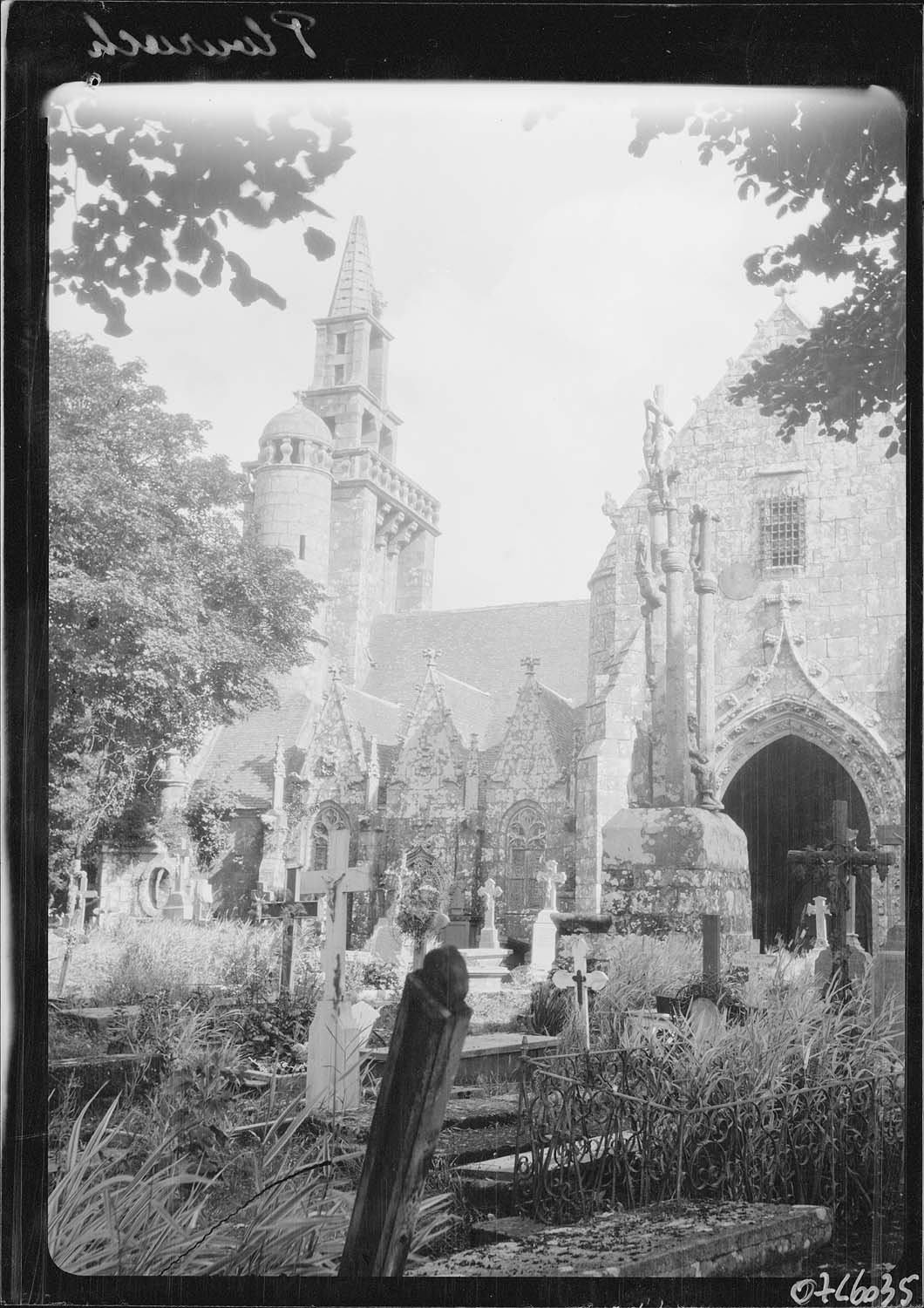
Kirche St-Jean-Baptiste und Calvaire in Plourac’h, Foto von Paul Vorin (1882–1944)

Der Calvaire in Plourac’h, einer französischen Gemeinde im Département Côtes-d’Armor in der Region Bretagne, wurde im 15. Jahrhundert errichtet. Der Calvaire aus Granit neben der Kirche St-Jean-Baptiste wurde im Jahr 1926 als Monument historique in die Liste der Baudenkmäler (Base Mérimée) in Frankreich aufgenommen.
Der Calvaire steht auf einem mächtigen Sockel, der einen Altar bildet, aus diesem scheinen die Kreuze emporzuschießen. Unten am erhöhten Mittelschaft sieht man an der Ostseite eine Verspottung Christi.
An der Westseite ist eine Pietà zu sehen, die von Maria Magdalena und dem Apostel Johannes flankiert wird. Oben schmückt eine Skulptur des Erzengels Michael den Kreuzschaft.
Der gute Schächer blickt zu Christus empor, der andere Schächer, der auf ein kleineres Kreuz gebunden ist, dreht Christus den Rücken zu und blickt zum Himmel.